# Developing
Developing (v anglickém originále Developing) je americký dramatický film z roku 1994. Režisérkou filmu je Marya Cohn. Hlavní role ve filmu ztvárnili Frances Conroy, Jon DeVries, Mary Ann Hannon, Lauren Cohn a Martin L. Evans.

## Obsazení
| Frances Conroy  | Clare         |
| Jon DeVries     | Alec          |
| Mary Ann Hannon | hlavní sestra |
| Lauren Cohn     | Bree          |
| Martin L. Evans | David         |
| Dee Ann Newkirk | krásná žena   |
| Natalie Portman | Nina          |